# 東洋英和女学院中学部・高等部
東洋英和女学院中学部・高等部（とうようえいわじょがくいんちゅうがくぶ・こうとうぶ）は、東京都港区六本木五丁目に所在するミッション系の私立女子中学校・高等学校。高等学校からの募集を行わない完全中高一貫校。
教派はキリスト教プロテスタント。

## 概要
東洋英和女学院は、外国人居留地以外に外国人が住むことができなかった時代に居留地以外でミッションスクールとして設立することができた学校である。1884年（明治17年）、カナダ・メソジスト教会（現：カナダ合同教会）の日本派遣婦人宣教師マーサ・カートメルにより日本女性の自立・地位向上を目指して設立された。
設立当初から西洋人教師による英語教育、欧米の新しい文化や学問が学べる場として、授業料が高額であったのにもかかわらず、進歩的指導的階層に属する人々から高く評価され、多くの入学者を集めた。
1928年（昭和3年）に、本学院の建学の精神を表す標語として、「敬神奉仕」が掲げられた。
学年は、東洋英和女学院小学部からの入学者約80名と中学入試を経て入学する約120名、計200名からなる。
東洋英和女学院大学への推薦制度があるが進学者は数名程度である。
キリスト教プロテスタントの教育を行うが、入学および教員の着任に際してクリスチャンであることは求められない。

## 教育の理念

### 学院標語
「敬神奉仕」
1928年（昭和3年）、F・G・ハミルトンが校長の時、広く在校生・同窓生から募集し、慎重な協議の結果制定された。
「敬神」-「心を尽くし、精神を尽くし、思いを尽くし、力を尽くして、あなたの神である主を愛しなさい。」（マルコによる福音書12章30節）
「奉仕」-「隣人を自分のように愛しなさい。」（マルコによる福音書12章31節）

### 創立者の教え
創立者マーサ・カートメルは、「誰かのために、まず、私から始めましょう。」と唱えた。
キリスト教（プロテスタント）の信仰と、聖書の言葉を土台にして、 一人ひとりが神から委ねられた使命（ミッション）を自覚し、喜んで神と人のために奉仕する愛の精神を育むことを使命としている。

### 教育目標
聖書の教えである「神から愛されて存在する私たちだからこそ、神を敬い、互いに愛し合い、隣人のために尽くさねばならない」を柱に、心と知性を養い、自分の将来の夢を実現し、他者のために自分を生かす女性を育てることを教育目標としている。

## 沿革
カナダ・メソジスト教会から派遣された婦人宣教師マーサ・ジュリア・カートメルは、1882年、多くの困難を乗り越えて来日した。築地居留地四、五番に居住し、まず日本語を習得し、また聖書を教え伝えた。
1873年に来日したカナダ・メソジスト教会の宣教師G・コクラン博士と医療宣教師D・マクドナルドは、1883年、男子学校を設立するために麻布東鳥居坂13番地の土地を購入することを決定し、その土地の一部を婦人伝道会に学校設立のために譲ることをカートメルに助言した。
カートメルはこの助言に従い麻布に日本の女子学校を設立することを決意した。文部省に設立の許可を求めたが、当時の明治政府は外国人居留地以外に外国人が住むことを認めず、外国人名義での出願はできなかった。そこで、男女それぞれの学校設立のための会社「東洋英和学校会社」「東洋英和女学校会社」を創設し、ともに会社の社長小林光泰の名前で出願するという方法がとられた。
東京府に提出された学校の「設置願い」によれば、定員50名のところ、校長と教員4名、生徒2名と書かれている。その後生徒数は増加し、1886年には定員250名に変更するに至る。
男子学校の方は「東洋英和学校」として校舎と寄宿舎が建設され、コクランは東洋英和学校初代校長となる。1895年（明治28年）7月、江原素六により、キリスト教の精神を基底に持ちながらも、布教活動とは一線を画した中等教育を目指した、東洋英和学校内尋常中学部が創立される。1900年（明治33年）3月、東洋英和学校は閉鎖となり、現在の麻布中学校・高等学校へと継承された。
戦時中は敵国を表す「英」を「永」に変更する措置が採られたが、1946年（昭和21年）に元に戻されている。

### 年表
- 1884年（明治17年） - 「東洋英和女学校」として設立。
- 1888年 - 幼稚科（小学部の前身）設置。
- 1905年 - 短大保育科前身を開設。
- 1914年 - 「東洋英和女学校付属幼稚園」設立。
- 1919年 - 「東洋英和女学校付属保姆養成所」開設。
- 1927年 - 校章、制服を制定。
- 1928年 - 標語「敬神奉仕」および校旗を制定。
- 1933年 - ヴォーリズ設計による新校舎竣工[10]。
- 1934年 - 財団法人東洋英和女学校の設立認可。校歌制定。
- 1946年 - 戦時中使用の名称「東洋永和」を「東洋英和」に復す。
- 1947年 - 「東洋英和女学院中学部・高等部」と名称変更。
- 1959年 - 校外施設、軽井沢追分寮完成。
- 1970年 - 校外施設、野尻キャンプサイト完成。
- 1996年 - 中高部新校舎竣工。
- 2020年 - 村岡花子基金を設立。

## 教育の特色

### キリスト教に基づく全人教育
毎朝礼拝を行い、中高6年を通して週1回聖書の授業がある。
キリスト教に基づいて、神から授けられた一人ひとりの賜物（才能）に気づき、人々や社会のためにその力を使うこと、神から愛されている故の自己肯定と自分と同じように神から愛されている他者を尊重すること、という全人教育がすべての教育活動や学校活動の土台となっている。
- 奉仕活動

中学1年生では、ディアコニアという奉仕活動を1年を通して行われるが、その他の学年でも、奉仕活動は盛んである。委員会などによる被災地への募金や資源募集も行われる。

### 国際教育・英語教育
中学部の英語の授業は約20名の少人数クラスで行い、中学3年からは習熟度別にクラスを分ける。また、ネイティブの教員による英会話や読解の授業も行われる。授業以外でも、賛美歌や祈祷が英語で行われる礼拝等を通じて、日常生活で使える生きた英語の教育に注力している。海外への語学研修は1993年から行われており、カナダもしくはアメリカに研修に行くことができる。また、スーパーグローバルハイスクールのSGHアソシエイトに認定されている。

## 学校生活
中高部での6年間は、伝統ある女子教育と聖書に基づくキリスト教教育の環境の中で、英語教育をはじめ、習熟度別授業等が行われている。また、学校行事、クラブ活動や野外教育、音楽活動も盛んである。相談室や留学支援室なども設置されている。

### 年間行事
- 4月 入学式、歓迎礼拝
- 5月 高3修養会、高2修学旅行、中1清里オリエンテーション、中2〜高1遠足
- 6月 高等部球技会、花の日礼拝[注 2]
- 7月 中2夏期学校、合唱コンクール
- 8月 カナダ語学研修、野尻キャンプ、夏期修養会
- 10月 体育祭、楓祭
- 11月 創立記念式典、中学部球技会
- 12月 クリスマス賛美礼拝 音楽会
- 3月 聖書科沖縄学習、卒業式、アメリカ語学研修、中学部スキー教室、英和茶会、春の学習旅行

### 課外活動
- ディアコニア：ギリシア語で「人に仕える」[4][16]「奉仕」[17]という意味。ボランティア体験学習活動。
- YWCA：キリスト教精神に基づくボランティア活動。
- 音楽：ピアノ科、オルガン科、器楽科[3]
- その他：華道、日本舞踊、英会話[3]
- 野尻キャンプ：学年を超えた仲間と共に、自然の中で自分自身について自問自答し、助け合い、責任感、創意工夫、奉仕、忍耐を養い、友情を育む校外学習。

### 音楽活動
パイプオルガンの奏楽で始まる礼拝で讃美歌を歌い、キリスト教教育を通して、歌や音楽に触れる機会が多い。クリスマスにはヘンデル作曲の『ハレルヤ』等、卒業式にはロッシーニ作曲の『信仰・希望・愛』を歌うことが長い伝統となっている。また、合唱、ハンドベルの保護者同好会も活動している。

## クラブ活動
クラブ活動には全員参加が義務づけられている。楓祭（文化祭）に積極的に参加する生徒も多く、文化部が室内展示やカフェ、運動部が試合など、ステージ系が大講堂や小講堂での公演を行う。

### クラブ一覧
- 文芸部
- 美術部
- 手芸部
- 料理部
- 写真部
- 映画部（休部）
- 映像制作部
- 茶道部
- 園芸部
- 英会話部
- フランス語部
- 化学部
- 生物部
- PC部（休部）
- 天文部
- 地歴部
- 演劇同好会
- 英語劇部
- 音楽部
- ダンス部
- 放送部
- ハンドベル部
- 合唱部
- 軽音楽部
- ワンダーフォーゲル部
- スキー部
- バスケットボール部
- バレーボール部
- テニス部
- 卓球部
- 剣道部
- 数学部（休部）
- 将棋部（休部）

## 制服
- 冬服：紺のセーラー服。マリーゴールドのラインにガーネットのネクタイ（スカーフ）、左肩袖に校章、前ひだの紺サージスカート。
- 夏服：白のセーラー服。白の襟、白のラインにガーネットのネクタイ（スカーフ）。

※ 中高共通。校章とともに1927年に制定。校章にはカナダの国樹、楓の葉と、東洋英和 (Toyo Eiwa) のイニシャルである「T」と「E」の文字が組み込まれている。
※ 制服の他、セーター、カーディガン、コート、体操着、靴下、学生鞄、上履き等も指定のものを着用する。
※ マフラーや手袋などの防寒具や、ヘアピン、ヘアゴムなどは、あまりに派手でないもの、学生らしいものに限り自由である。ただし防寒具は教室内での着用はできない。

## 校歌
「東洋英和女学院校歌」1934年（昭和9年）制定、北原白秋作詞 山田耕筰作曲。
中学部高等部の音楽教員・富岡正男が在職中 (1952-1972) に、ト長調の原曲をヘ長調に移調するなど一部変更を加える編曲をしたが、卒業生から原曲に戻すよう要望があり、現在では両方使用されている。

## 交通
- 都営地下鉄大江戸線麻布十番駅 徒歩5分
- 東京メトロ日比谷線六本木駅 徒歩7分
- 東京メトロ千代田線乃木坂駅 徒歩15分
  - ちぃばすの通る道路の反対側に港区麻布地区総合支所（旧麻布区役所）が位置する。

- 正門（2017年）
- 校舎（2017年）
- 同左（2017年）
- 校舎全体（2011年）

## 著名な出身者・関係者

### 旧皇族
- 東伏見宮妃周子 - 岩倉具定公爵令嬢。1898年（明治31年）に東伏見宮依仁親王と結婚

### 教職員
- イザベラ・ブラックモーア - 東洋英和女学校校長（在任：1895年 - 1925年）
- 加茂令子 - 寄宿舎監・裁縫教師

### 政治・社会
- 斎藤春子 - 第30代内閣総理大臣斎藤実の夫人、二・二六事件で襲撃され負傷（中退）
- 行田邦子 - 前参議院議員、行田市長
- 安井美沙子 - 前参議院議員
- 三枝佐枝子 - 社会評論家、中央公論社元編集局長、元商品科学研究所所長
- 吉田ルイ子 - フォトジャーナリスト

### マスコミ
- 益田由美 - 元フジテレビアナウンサー
- 武内絵美 - テレビ朝日アナウンサー
- 大木優紀 - 元テレビ朝日アナウンサー
- 三浦綾子 - フリーアナウンサー
- 増田紗織 - 朝日放送テレビアナウンサー
- 石井しおり - 元九州朝日放送・北海道文化放送アナウンサー
- 柴田玲 - 元TOKYO FMアナウンサー、フリーアナウンサー、DJ・ラジオパーソナリティ
- 鈴木あづさ - 日本テレビキャスター

### 実業
- 小巻亜矢 - 株式会社サンリオエンターテイメント代表取締役社長、サンリオピューロランド館長
- 船曳鴻紅 - 東京デザインセンター代表取締役社長
- 坂野尚子 - 株式会社ノンストレス代表取締役、元フジテレビアナウンサー
- 鈴木貴子 - エステー元取締役兼代表執行役社長

### 教育
- 大江スミ - 東京家政学院大学創立者
- 戸板関子 - 戸板女子短期大学創立者

### 学術・研究
- 鳥飼玖美子 - 立教大学名誉教授、日本通訳翻訳学会名誉会員、元東洋英和女学院大学教授
- 倉田敬子 - 慶應義塾大学名誉教授、図書館情報学者、第18代国立国会図書館長
- 速水洋子 - 文化人類学者、京都大学東南アジア地域研究研究所所長・教授
- 進藤美希 - 経営学者、東京工科大学メディア学部教授
- 志田陽子 - 憲法学者、武蔵野美術大学造形学部教授
- 関啓子 - 言語聴覚士（半側空間無視などの高次脳機能障害の研究で知られる）
- 美馬のゆり - 工学者、公立はこだて未来大学教授、元日本科学未来館副館長

### 文学
- 片山広子（松村みね子） - 歌人、翻訳家
- 柳原白蓮 - 歌人
- 村岡花子 - 翻訳家（『赤毛のアン』『王子と乞食』他）、児童文学者
- 遠藤順子 - 遠藤周作夫人
- 高木文子（北三季） - 絵本作家（東久邇宮家の盛厚王と同妃成子内親王の第1王女子）
- 吉武輝子 - 作家・評論家
- 阿川佐和子 - エッセイスト、タレント
- 神津カンナ - エッセイスト
- 村岡恵理 - 作家（村岡花子の孫、『花子とアン』の原作本他）
- 橘かがり - 小説家

### 音楽・美術
- 世良臣絵 - 画家、世良美術館開設
- 井上二葉 - ピアニスト、エリザベト音楽大学名誉教授
- 今井信子 - ビオラ奏者、ジュネーヴ国立音楽院、アムステルダム音楽院教授
- 中村芙悠子 - ピアニスト
- ケイコ・ボルジェソン - ジャズピアニスト・ヴォーカリスト
- 近藤聡乃 - イラストレーター
- 木村恵子 - 歌手、作詞・作曲家、バービー人形研究家
- 岩倉暢子 - NHKデザインセンター
- 大島花子 - 歌手、シンガーソングライター

### 建築
- ウィリアム・ヴォーリズ - 建築家（※旧校舎を設計）
- 岡野道子 - 建築家

### 服飾・美容
- 芦田多恵 - ファッションデザイナー

### 医学
- 脇坂英理子 - 医師、タレント
- 丸本百合子 - 産婦人科医

### スポーツ
- 八木三枝子 - 馬場馬術北京オリンピック日本代表、全日本選手権10連覇
- 宮脇花綸 - フェンシング選手、（※小・中のみ）

### 宝塚歌劇団
- 櫻町公子 - 元雪組トップ娘役
- 日向薫 - 元星組トップスター
- 成瀬こうき - 元専科男役
- 晴音アキ - 元月組娘役
- 舞坂ゆき子 - 元雪組娘役
- 純矢ちとせ - 元宙組娘役
- 白綺華 - 雪組娘役

### 芸能
- 長岡輝子 - 舞台女優、演出家
- 高峰三枝子 - 女優
- 賀原夏子 - 女優、演出家、劇団NLT創設・元主宰
- 川田正子 - 童謡歌手、森の木児童合唱団設立
- 潘恵子[22] - 声優
- 中村梅彌 - 日本舞踊家、中村流八代目家元
- 花崎杜季女 - 地唄舞舞手、花崎流創始者・家元
- 大島花子 - 歌手、女優
- 松谷祐子 - 元歌手
- 神津はづき - タレント
- 江口ともみ - タレント
- 石井あみ - タレント
- 大和田美帆 - 女優
- 野崎萌香 - ファッションモデル
- 仁美凌 - 女優（※幼稚園〜中2まで在籍）
- 根本宗子 - 演出家、脚本家、女優
- 小山ゆうな - 劇作家、脚本家、演出家
- 高田衿奈 - 女優

## 系列校
- 東洋英和女学院大学
- 東洋英和女学院小学部
- 静岡英和女学院中学校・高等学校（姉妹校）
- 山梨英和中学校・高等学校（姉妹校）